# Itaiópolis
Itaiópolis là một đô thị thuộc bang Santa Catarina, Brasil. Đô thị này có diện tích 1295,319 km², dân số năm 2007 là 20181 người, mật độ 15,6 người/km².